# Ірвін (Іллінойс)
Ірвін (англ. Irwin) — селище (англ. village) в США, в окрузі Канкакі штату Іллінойс. Населення — 68 осіб (2020).

## Географія
Ірвін розташований за координатами 41°3′13″ пн. ш. 87°59′3″ зх. д. / 41.05361° пн. ш. 87.98417° зх. д. (41.053667, -87.984089).  За даними Бюро перепису населення США в 2010 році селище мало площу 0,10 км², уся площа — суходіл.

## Демографія
Згідно з переписом 2010 року, у селищі мешкали 74 особи в 27 домогосподарствах у складі 21 родини. Густота населення становила 733 особи/км².  Було 30 помешкань (297/км²).
Расовий склад населення:
| - 98,6 % — білих - 1,4 % — вихідців з тихоокеанських островів |

До двох чи більше рас належало 0,0 %. Частка іспаномовних становила 0,0 % від усіх жителів.
За віковим діапазоном населення розподілялося таким чином: 27,0 % — особи молодші 18 років, 60,8 % — особи у віці 18—64 років, 12,2 % — особи у віці 65 років та старші. Медіана віку мешканця становила 32,7 року. На 100 осіб жіночої статі у селищі припадало 124,2 чоловіків;  на 100 жінок у віці від 18 років та старших — 92,9 чоловіків також старших 18 років.
Середній дохід на одне домашнє господарство  становив 59 021 долар США (медіана — 61 250), а середній дохід на одну сім'ю — 66 915 доларів (медіана — 72 500). За межею бідності перебувало 2,4 % осіб, у тому числі 0,0 % дітей у віці до 18 років та 0,0 % осіб у віці 65 років та старших.
Цивільне працевлаштоване населення становило 41 осіб. Основні галузі зайнятості: освіта, охорона здоров'я та соціальна допомога — 39,0 %, сільське господарство, лісництво, риболовля — 17,1 %, виробництво — 14,6 %.